# RSX 'Reality Synthesizer'

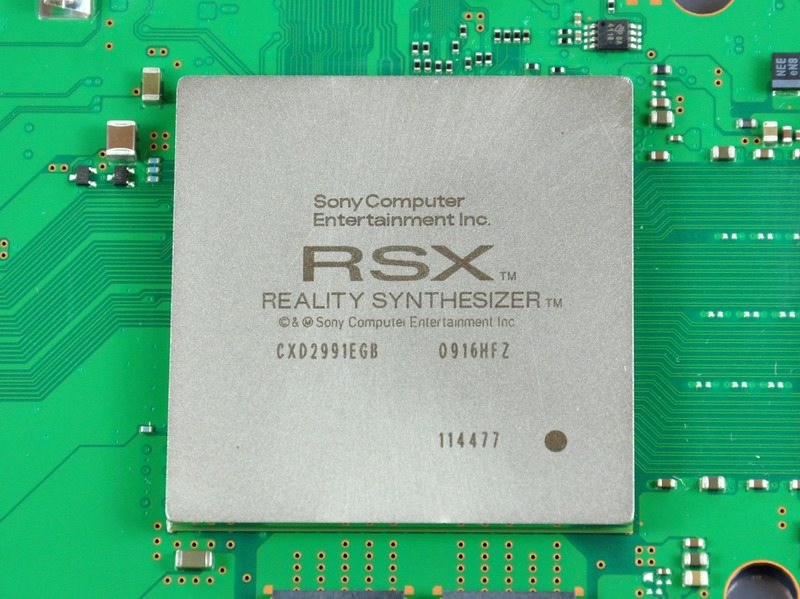
Imagem ilustrativa

A unidade de processamento gráfico RSX 'Reality Synthesizer é um chip gráfico projetado pela NVIDIA e Sony para o console de videogame PlayStation 3.

## Especificações
- 550 MHz com processo de 90 nm (65 nm em 2008 e 40 nm en 2010)[1][2]
- Baseada no Chip NV47 ( TWO Nvidia 6800 Ultra´s SLI)
  - 300+ milhões de transistores[1]
  - Pipelines shader de ponto flutuante paralelos de múltiplas vias programáveis[2]
    - Arquitetura pixel/vertex shader independente
    - 24 pipelines de pixel paralelos
      - 5 shader ALU operações por pipeline, por ciclo (2 vector4 e 2 escalar (duplo/co-emitidas) e fog ALU)
      - 27 FLOPS por pipeline, por ciclo

    - 8 paralelos vertex pipelines
      - 2 shader ALU operações por pipeline, por ciclo (1 vector4 e 1 escalar, dupla co-emitidas)
      - 10 FLOPS por pipeline, por ciclo

    - Contador de vertex máximo: 2.32 biliões de vértices por segundo (8 vertex shader pipeline x 550) / 4)
      - Minimum performance (worst case) polygon count: 366 million polygons per second (1.1 billion vertices per second / 3 vertices per triangle)
      - Normal polygon: 412.5 million polygons per secound
      - RSX GPU & CELL CPU Maximum polygon count: 780 million (2.32 billion vertices per second / 3 vertices per polygon)

    - Maximum shader operations (per cycle): 136 shader operations per clock cycle ( (5 shader ALUs x 24 pixel pipelines) + (2 shader ALUs x 8 vertex pipelines)
      - Maximum shader operations (per second): 74.8 billion shader operations per second (136 shader operations  x 550) & 100 billion shader operations per secound whit CELL CPU[1]

    - Announced FLOPS: 1.8 trillion floating point operations per second[1][2]
    - FLOPS calculados: 246.4 GFLOPS  ( Vertex Shader: (4-way SIMD 2ops ×) × 8 grupos × 550 MHz + Pixel Shader: (4-way SIMD 2ops ×) × 2 grupos (duplas) × 24 grupos × 550 MHz ) = 246.4 GFLOPS
    - Polygons por character in game: 50 000~ polygons

  - 24 texture filtering units (TF) and 8 texture Addressing unit (TA)
    - 24 amostra filtradas por clock
      - Maximum texel fillrate: 13.2 GigaTexels per second (24 textures * 550 MHz)

    - 32 unfiltered texture samples per clock (8 TA x 4 texture samples)

  - 8 Render Output units
    - Máximo de taxa de preenchimento de pixel: 4.4 GigaPixel por segundo (8 ROPs * 550 MHz)
    - Máximo de taxa de amostra Z: 8.8 GigaSamples por segundo (2 Z-amostras * 8 ROPs * 550 MHz)
    - Máximo de taxa de amostra anti-aliasing: 8.8 GigaSamples por segundo (2 AA amostras * 8 ROPs * 550 MHz)

  - Máximo de operações de produtos ponto: 51 bilhões por segundo[1]
  - 128-bit pixel de precisão oferecendo renderização de cenas com high dynamic range rendering (HDR)
  - 256 MiB GDDR3 RAM a 700 MHz[1][2]
    - 128-bit de largura de memória bus
    - Largura de leitura e escrita de 22.4 GiB/s

  - Interface bus Cell FlexIO bus
    - 20 GiB/s de leitura com o Cell e memória XDR
    - 15 GiB/s de escrita com o Cell e memória XDR

  - Suporte para OpenGL ES 2.0
  - Suporte para compressão de textura S3TC[3]